# 프레임 (월드 와이드 웹)
웹 브라우저 컨텍스트에서 프레임(frame)은 웹 페이지나 브라우저 창의 일부이며, 컨테이너와 독립적인 내용을 표시하며 내용을 독립적으로 독립할 수 있다. 프레임에 들어가는 HTML 또는 미디어 요소는 디스플레이 상의 다른 요소와 동일한 웹사이트로부터 비롯될 수도, 비롯되지 않을 수도 있다.
HTML에서 프레임셋(frameset)은 명명된 프레임들의 그룹으로, 여기에 웹 페이지와 미디어가 지시될 수 있다. iframe은 문서 본문 안에 프레임을 배치시키기 위해 제공된다.
2000년대 초 이후로 프레임셋의 이용은 이용성 및 접근성 문제로 말미암아 점차 사라져가고 있으며 이 기능은 HTML5 표준에서 제거되었다.

## 문법
```
<
frameset
 
cols
=
"85%, 15%"
>

  
<
frame
 
src
=
"http://www.example.com/frame_1.html"
 
name
=
"frame_1"
>

  
<
frame
 
src
=
"http://alt.example.com/frame_2.html"
 
name
=
"frame_2"
>

  
<
noframes
>

    Text to be displayed in browsers that do not support frames
  
</
noframes
>

</
frameset
>

```

## 같이 보기
- 프레임